# Spacerkiem przez życie
Spacerkiem przez życie (ang. Just a Walk in the Park) – kanadyjsko-amerykańska komedia romantyczna z 2002 roku w reżyserii Stevena Schachtera.

## Opis fabuły
Adam (George Eads) wyprowadza psy bogatych nowojorczyków. Gdy pilnuje apartamenty swojego klienta, zakochuje się w sąsiadce, Rachel (Jane Krakowski). Kobieta jest przekonana, że to on jest właścicielem luksusowego mieszkania. Adam nie wyprowadza jej z błędu...

## Obsada
- George Eads jako Adam Willingford
- Jane Krakowski jako Rachel Morgan
- Richard Robitaille jako A.J. Preston